# Tomasz Krzyżyński (koszykarz)
Tomasz Krzyżyński (ur. 10 października 1970) – polski koszykarz grający na pozycji niskiego i silnego skrzydłowego reprezentujący barwy Zastalu Zielona Góra. Rekordzista pod względem liczby rozegranych meczów ligowych w tym klubie.

## Życiorys
Tomasz Krzyżyński jest wychowankiem Zastalu Zielona Góra, w którym występował przez całą swoją karierę koszykarską, trwającą od 1988 do 2003 roku. W rozgrywkach seniorskich zadebiutował w sezonie 1988/1989. Zagrał wówczas w 8 meczach Polskiej Ligi Koszykówki. W pierwszym zespole Zastalu występował nieprzerwanie do 2003 roku, gdy zakończył swoją karierę. W tym czasie zagrał w sumie w 10 sezonach Polskiej Ligi Koszykówki, występując łącznie 309 meczach najwyższej klasy rozgrywkowej oraz w 4 sezonach I ligi (120 meczów) oraz 1 sezonie II ligi (32 mecze). W sumie w ciągu 15 sezonów wystąpił w 461 meczach ligowych w barwach Zastalu, co jest rekordowym wynikiem w historii klubu, zarówno pod względem liczby rozegranych meczów, jak i sezonów. W tym czasie zdobył 3473 punkty (średnio 7,5 punktów na mecz), co jest siódmym wynikiem w historii klubu.
W czasie gry w Zastalu Krzyżyński przez pewien okres pełnił rolę kapitana zespołu. Podczas meczu barażowego o awans do Polskiej Ligi Koszykówki w sezonie 1997/1998 z klubem Płyty Grajewo pełnił rolę trenera, zastępując ówczesnego szkoleniowca Zastalu – Litwina Algirdasa Paulauskasa, który zasłabł w czasie tego meczu (klub nie posiadał wówczas asystenta trenera, ani II szkoleniowca, który mógłby przejąć tę rolę).